# روبرت ديك (ملحن)
روبرت ديك (بالإنجليزية: Robert Dick)‏ هو ملحن أمريكي، ولد في 4 يناير 1950 في نيويورك في الولايات المتحدة.

## وصلات خارجية
- روبرت ديك على موقع ميوزك برينز (الإنجليزية)
- روبرت ديك على موقع أول ميوزيك (الإنجليزية)
- روبرت ديك على موقع ديسكوغز (الإنجليزية)